# Abigail Tere-Apisah
Abigail Tere-Apisah (* 13. Juli 1992 in Port Moresby) ist eine papua-neuguineische Tennisspielerin.

## Karriere
Tere-Apisah bevorzugt laut ITF-Profil Hartplätze. Sie spielt überwiegend Turniere auf dem ITF Women’s Circuit, bei denen sie bislang einen Einzel- und sechs Doppeltitel gewonnen hat.
Seit 2015 spielt Tere-Apisah für die Billie-Jean-King-Cup-Mannschaft von Pacific Oceania; sie konnte 11 ihrer bisher 15 Fed-Cup-Partien gewinnen, davon zehn Einzel und fünf Doppel.
Bei den Pazifikspielen 2015 in Port Moresby gewann sie die Goldmedaille im Einzel, Doppel, Mixed und mit der Mannschaft.
Im Juni 2022 gewannen die beiden Schwestern Patricia und Violet Apisah mit ihrer Tante Abigail Tere-Apisah den Teamwettbewerb der Northern Marianas Pacific Mini Games.

## Turniersiege

### Einzel
| Nr. | Datum        | Turnier  | Kategorie | Belag     | Finalgegnerin     | Ergebnis |
| --- | ------------ | -------- | --------- | --------- | ----------------- | -------- |
| 1.  | 19. Mai 2019 | Singapur | ITF W25   | Hartplatz | Walerija Sawinych | 6:3, 6:2 |

### Doppel
| Nr. | Datum              | Turnier       | Kategorie   | Belag     | Partnerin          | Finalgegnerinnen                | Ergebnis          |
| --- | ------------------ | ------------- | ----------- | --------- | ------------------ | ------------------------------- | ----------------- |
| 1.  | 30. September 2016 | Brisbane      | ITF $25.000 | Hartplatz | Naiktha Bains      | Julia Glushko Liu Fangzhou      | 6:74, 6:2, [10:3] |
| 2.  | 10. Juni 2017      | Bethany Beach | ITF $25.000 | Sand      | Sabrina Santamaria | Sophie Chang Alexandra Mueller  | 6:4, 6:0          |
| 3.  | 22. September 2017 | Penrith       | ITF $25.000 | Hartplatz | Naiktha Bains      | Tammi Patterson Olivia Rogowska | 6:0, 7:5          |
| 4.  | 29. September 2017 | Brisbane      | ITF $25.000 | Hartplatz | Naiktha Bains      | Jennifer Elie Erika Sema        | 6:4, 6:1          |
| 5.  | 13. Oktober 2017   | Cairns        | ITF $25.000 | Hartplatz | Naiktha Bains      | Astra Sharma Belinda Woolcock   | 4:6, 6:2, [10:6]  |
| 6.  | 2. Juni 2019       | Hongkong      | ITF W25     | Hartplatz | Junri Namigata     | Erina Hayashi Momoko Kobori     | 6:3, 2:6, [10:6]  |